# Łukasz Garguła
Łukasz Garguła (Żagań, 25 febbraio 1981) è un calciatore polacco, centrocampista dello Zorza Ochla.

## Carriera

### Club
Dopo aver giocato nelle serie minori, Garguła passò nel 2002 al Bełchatów. L'arrivo in prima divisione fu positivo, con il calciatore che aiutò la sua squadra a non retrocedere nella stagione 2005-2006. Nella stagione successiva giocò un ruolo da protagonista nella corsa alla vittoria del campionato, perso per un punto a vantaggio dello Zagłębie Lubin. Nel 2009 passa al Wisła Cracovia in cui milita fino al 2015.
Dal 2015 in poi gioca con il Miedz Legnica.

### Nazionale
Ha al suo attivo 16 presenze in Nazionale, impreziosite anche da un gol. Debuttò con una rete nella sconfitta contro la Finlandia per 3-1, prima gara di qualificazione al campionato d'Europa 2008. È stato convocato dal CT Leo Beenhakker per disputare la rassegna europea.

## Statistiche

### Cronologia presenze e reti in nazionale
| Cronologia completa delle presenze e delle reti in nazionale ― Polonia | Cronologia completa delle presenze e delle reti in nazionale ― Polonia | Cronologia completa delle presenze e delle reti in nazionale ― Polonia | Cronologia completa delle presenze e delle reti in nazionale ― Polonia | Cronologia completa delle presenze e delle reti in nazionale ― Polonia | Cronologia completa delle presenze e delle reti in nazionale ― Polonia | Cronologia completa delle presenze e delle reti in nazionale ― Polonia | Cronologia completa delle presenze e delle reti in nazionale ― Polonia |
| Data                                                                   | Città                                                                  | In casa                                                                | Risultato                                                              | Ospiti                                                                 | Competizione                                                           | Reti                                                                   | Note                                                                   |
| ---------------------------------------------------------------------- | ---------------------------------------------------------------------- | ---------------------------------------------------------------------- | ---------------------------------------------------------------------- | ---------------------------------------------------------------------- | ---------------------------------------------------------------------- | ---------------------------------------------------------------------- | ---------------------------------------------------------------------- |
| 2-9-2006                                                               | Bydgoszcz                                                              | Polonia                                                                | 1 – 3                                                                  | Finlandia                                                              | Qual. Euro 2008                                                        | 1                                                                      | 73’                                                                    |
| 15-11-2006                                                             | Bruxelles                                                              | Belgio                                                                 | 0 – 1                                                                  | Polonia                                                                | Qual. Euro 2008                                                        | -                                                                      | 62’                                                                    |
| 6-12-2006                                                              | Abu Dhabi                                                              | Emirati Arabi Uniti                                                    | 2 – 5                                                                  | Polonia                                                                | Amichevole                                                             | -                                                                      | 46’                                                                    |
| 3-2-2007                                                               | Jerez de la Frontera                                                   | Estonia                                                                | 0 – 4                                                                  | Polonia                                                                | Amichevole                                                             | -                                                                      | 61’                                                                    |
| 24-3-2007                                                              | Varsavia                                                               | Polonia                                                                | 5 – 0                                                                  | Azerbaigian                                                            | Qual. Euro 2008                                                        | -                                                                      |                                                                        |
| 28-3-2007                                                              | Kielce                                                                 | Polonia                                                                | 1 – 0                                                                  | Armenia                                                                | Qual. Euro 2008                                                        | -                                                                      |                                                                        |
| 17-10-2007                                                             | Łódź                                                                   | Polonia                                                                | 0 – 1                                                                  | Ungheria                                                               | Amichevole                                                             | -                                                                      | 46’                                                                    |
| 2-2-2008                                                               | Pafo                                                                   | Finlandia                                                              | 0 – 1                                                                  | Polonia                                                                | Amichevole                                                             | -                                                                      | 46’                                                                    |
| 27-2-2008                                                              | Wronki                                                                 | Polonia                                                                | 2 – 0                                                                  | Estonia                                                                | Amichevole                                                             | -                                                                      | 63’                                                                    |
| 26-3-2008                                                              | Cracovia                                                               | Polonia                                                                | 0 – 3                                                                  | Stati Uniti                                                            | Amichevole                                                             | -                                                                      | 46’                                                                    |
| 26-5-2008                                                              | Reutlingen                                                             | Macedonia del Nord                                                     | 1 – 1                                                                  | Polonia                                                                | Amichevole                                                             | -                                                                      | 87’                                                                    |
| 1-6-2008                                                               | Chorzów                                                                | Polonia                                                                | 1 – 1                                                                  | Danimarca                                                              | Amichevole                                                             | -                                                                      | 78’                                                                    |
| 15-10-2008                                                             | Bratislava                                                             | Slovacchia                                                             | 2 – 1                                                                  | Polonia                                                                | Qual. Mondiali 2010                                                    | -                                                                      | 66’                                                                    |
| 19-11-2008                                                             | Dublino                                                                | Irlanda                                                                | 2 – 3                                                                  | Polonia                                                                | Amichevole                                                             | -                                                                      | 3’                                                                     |
| 7-2-2009                                                               | Faro                                                                   | Polonia                                                                | 1 – 1                                                                  | Lituania                                                               | Amichevole                                                             | -                                                                      | 46’                                                                    |
| 11-2-2009                                                              | Faro                                                                   | Galles                                                                 | 0 – 1                                                                  | Polonia                                                                | Amichevole                                                             | -                                                                      | 46’                                                                    |
| Totale                                                                 |                                                                        | Presenze                                                               | 16                                                                     |                                                                        | Reti                                                                   | 1                                                                      |                                                                        |

## Palmarès

### Club

#### Competizioni nazionali
Ekstraklasa: 1 
Wisla Cracovia: 2010-2011